# G.O.A.T. IN THE KEYLAND
《KEY CONCERT - G.O.A.T. (Greatest Of All Time) IN THE KEYLAND》는 샤이니의 멤버 Key의 두번째 콘서트 투어이다.

## 개요
2022년 9월 6일, SM 엔터테인먼트는 Key의 3년 8개월만의 단독 콘서트이자 첫번째 아시아 투어의 서울에서의 양일간 일정을 공개하였고 뒤이어 27일과 29일, 팬클럽 선예매와 일반 예매가 YES24를 통해 각각 진행되었다.
데뷔 14년만에, 솔로 데뷔로서는 4년만에 개최된 총 6회에 걸친 투어를 통해 약 4만여명의 누적 관객을 기록하였다.

## 투어 일정
| 날짜             | 도시 | 국가     | 장소           | 관객 수       |
| ---------------- | ---- | -------- | -------------- | ------------- |
| 2022년 10월 22일 | 서울 | 대한민국 | 장충체육관     | 통산 8,000명  |
| 2022년 10월 23일 | 서울 | 대한민국 | 장충체육관     | 통산 8,000명  |
| 2022년 11월 19일 | 횡빈 | 일본     | 피아 아레나 MM | 통산 18,000명 |
| 2022년 11월 20일 | 횡빈 | 일본     | 피아 아레나 MM | 통산 18,000명 |
| 2023년 3월 11일  | 대판 | 일본     | 오사카 성 홀   | 통산 17,000명 |
| 2023년 3월 12일  | 대판 | 일본     | 오사카 성 홀   | 통산 17,000명 |

## 세트 리스트
- Concert Start -
- 가솔린 (Gasoline)
- Guilty Pleasure
- Another Life
- Yellow Tape

- Ment -
- Villain
- Show Me
- Hologram

- Dancer Introduction (Heartless) -
- Saturday Night
- Proud
- Delight
- Forever Yours
- I Wanna Be

- Ment -
- 센 척 안 해 (One Of Those Nights)
- I Can't Sleep
- Imagine

- VCR Music Video (EASY) -
- Bound
- Helium (헬륨)
- Ain't Gonna Dance

- Ment -
- Eighteen (End Of My World)
- Burn
- Chemicals

- Ment -
- This Life

- Encore -
- BAD LOVE

- Ment -
- G.O.A.T (Greatest Of All Time)

## 제작
- 주최 : SM 엔터테인먼트
- 주관 : 드림메이커, 드림시큐리티
- 후원
  - 서울 : YES24, Beyond LIVE